# Khatauli Rural
Khatauli Rural es una ciudad censal situada en el distrito de Muzaffarnagar en el estado de Uttar Pradesh (India). Su población es de 14949 habitantes (2011). 

## Demografía
Según el censo de 2011 la población de Khatauli Rurall era de 14949 habitantes, de los cuales 7843 eran hombres y 7106 eran mujeres. Khatauli Rural tiene una tasa media de alfabetización del 74,08%, superior a la media estatal del 67,68%: la alfabetización masculina es del 83,23%, y la alfabetización femenina del 64%.